# Hebe salicifolia
Hebe salicifolia là một loài thực vật có hoa trong họ Mã đề. Loài này được (G. Forst.) Pennell mô tả khoa học đầu tiên năm 1921.

## Hình ảnh

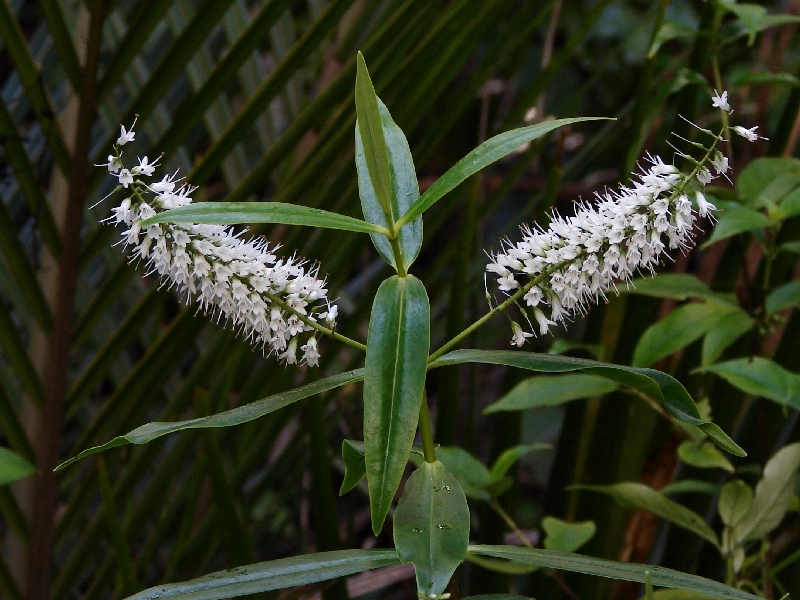
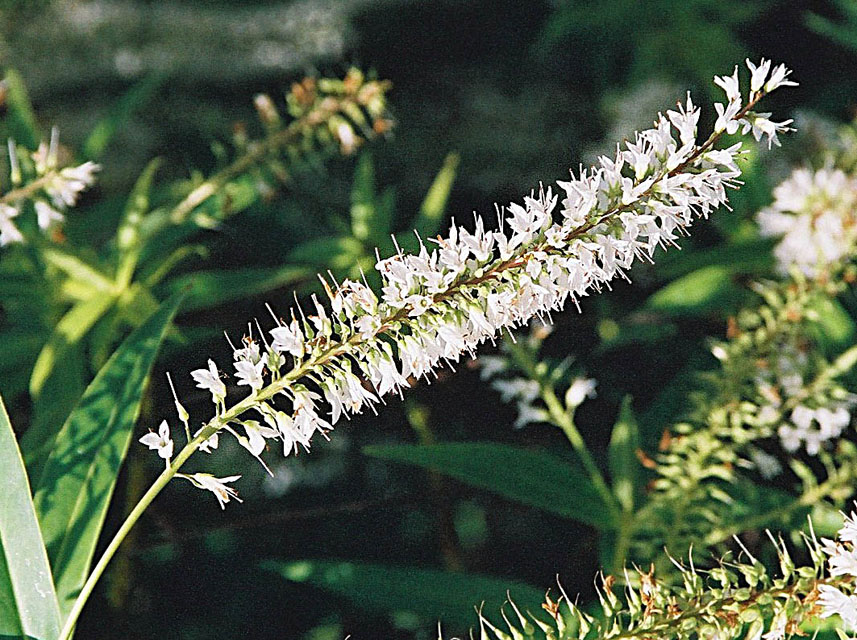